# جويل بيل
جويل بيل (بالإنجليزية: Joel Bell)‏ هو لاعب كرة القدم الكندية أمريكي، ولد في 29 يوليو 1985 في كليفلاند في الولايات المتحدة.